# Jessica Senra
Jessica Bouzas Senra de Souza, mieux connue comme Jessica Senra (née le 12 juin 1983 à Salvador), est une journaliste et présentatrice de télévision brésilienne.

## Biographie
Jessica a commencé ses études au Colégio Antônio Vieira, obtenant une bourse partielle avec le soutien de sa grand-mère, qui travaillait dans l'institution. À l'âge de 13 ans, elle commence à devenir mannequin. En 2000, il utilise son score du Exame Nacional do Ensino Médio pour rejoindre la Faculdade de Tecnologia e Ciências, où elle commence à étudier le journalisme.
En 2007, un an après avoir obtenu son diplôme de journalisme, il part en échange à Orlando, aux États-Unis, où il travaille comme réceptionniste dans un restaurant pour subvenir à ses besoins, tout en pratiquant l'anglais. Après six mois, il part pour Barcelone, en Espagne, où il vit avec sa mère et obtient une maîtrise en journalisme à l'Université de Barcelone. EIle est retourné à Salvador en 2010.
Le 17 septembre 2016, Jessica Senra épouse l'homme d'affaires Cyro Freitas. Le mariage a pris fin le 24 septembre 2018, et un mois plus tard, Jessica a commencé à sortir avec l'avocat Daniel Keller. La relation s'est poursuivie jusqu'en octobre 2021, et près d'un an plus tard, le 4 septembre 2022, Jessica a annoncé le début de sa relation avec l'homme d'affaires Yuri Smarcevscki, propriétaire des restaurants Saveiro et Yacht Club da Bahia dans la capitale de Bahia.
En 2017, Jessica a commencé à fabriquer des bijoux comme passe-temps. Son travail d'orfèvrerie a acquis une notoriété nationale lors de sa participation au projet JN 50 en septembre 2019, lorsqu'elle a présenté aux présentateurs du Jornal Nacional, Renata Vasconcellos et William Bonner, des bijoux thématiques exclusifs pour le 50e anniversaire du journal télévisé.
Le 6 décembre 2019, l'Université fédérale de Bahia a publié la liste des personnes approuvées pour le programme de troisième cycle en études interdisciplinaires sur les femmes, le genre et le féminisme, qui comprenait l'approbation de Jessica Senra. Elle s'est classée cinquième parmi les candidats, après avoir commencé son master l'année suivante. En septembre 2021, Jessica s'est inscrite au Championnat de Bahia Karate. A l'issue du championnat, le 30 octobre, elle était vice-championne.

## Carrière
Jessica a commencé à travailler dans le journalisme le 8 février 2003, lorsqu'elle a rejoint un stage à Rádio Metropole à Salvador après avoir été invitée à un test par le propriétaire de la station, Mário Kértesz. Il a commencé sa carrière à la radio en participant aux programmes Jornal do Meio Dia et Jornal da Cidade 2ª Edição, tous deux présentés par Mário. Par la suite, il a pris possession d'un bulletin d'information de petites annonces. Après quatre mois à la station, elle crée et présente le programme musical Punkada Rock, diffusé le samedi après-midi.
La performance de Jessica à Rádio Metropole a commencé à prendre des pauses en 2007, lorsqu'elle est partie vivre à l'étranger. À son retour, en 2010, elle a officiellement quitté la station et a été invitée à un test à Band Bahia, lorsqu'elle a été embauchée pour présenter Jornal da Bahia, le nouveau journal télévisé matinal de la station lancé dans le cadre de la norme nationale de Band pour le journalisme télévisé local à l'heure, en plus d'agir comme journaliste. La même année, en octobre, Jessica quitte Band Bahia et retourne à Rádio Metropole en tant que rédactrice en chef de Portal da Metrópole, le site d'information de la station.
En mai 2011, elle quitte Rádio Metropole et est embauchée par TV Record Bahia, poursuivant ses reportages, mais couvrant les vacances de la présentatrice Carolina Lima à Bahia Record. En septembre, après que Daniela Prata ait quitté la station, elle a officiellement repris Bahia no Ar. Le 13 décembre 2012, elle a été récompensée par l'Association du marché publicitaire de Bahia comme la meilleure professionnelle de la presse de l'année.
Le 28 avril 2014, présenté par Jessica Senra, Bahia no Ar a atteint pour la première fois la première place en termes d'audience dans la mesure IBOPE, en comparaison avec Bom Dia Brasil et Mais Você, de TV Globo. Le 29 juin, Senra a rejoint la rotation fixe des présentateurs de l'édition du samedi du programme d'information national Fala Brasil, sur Record. Entre 2015 et 2017, en comparant les programmes nationaux dans sa tranche horaire, Bahia no Ar a réussi à se consolider dans la position de leader du public.
Le 12 mars 2018, Jessica quitte RecordTV Itapoan et signe un contrat avec TV Bahia, affiliée à TV Globo. Son embauche faisait partie du début d'une reformulation du journalisme de la chaîne, visant à augmenter l'audience et à repositionner le format de Bahia Meio Dia, qu'elle présenterait désormais. Ses débuts au journal télévisé ont été officiellement annoncés le 20 avril.
Jessica a fait ses débuts au journal télévisé de l'après-midi de TV Bahia le 7 mai 2018, lorsque plusieurs changements de format ont également été initiés. Dans la semaine de sa première, la nouvelle a permis à Bahia Meio Dia d'augmenter son audience de 25% et d'atteindre les dirigeants isolés, battant Balanço Geral BA, un programme présenté par José Eduardo sur RecordTV Itapoan, par une distance de trois points. Le 1er juillet 2019, Jessica Senra a fait ses débuts en tant que présentatrice occasionnelle sur BATV, le programme d'information le mieux noté de l'État. Le 24 juillet, Rede Globo a annoncé, dans un courrier électronique envoyé à toutes les chaînes du réseau, que Jessica Senra avait été la journaliste sélectionnée pour représenter TV Bahia dans la rotation des présentateurs de tous les États à l'occasion des célébrations du 50e anniversaire du Jornal Nacional.
Senra a présenté pour la première fois le Jornal Nacional le 7 septembre 2019, aux côtés du journaliste Ayres Rocha, de Rede Amazônica Rio Branco, provoquant de grandes répercussions sur Internet. Jessica a également été la première femme bahianaise à présenter le programme d'information. Le 5 décembre, elle a été la seule journaliste d'une filiale de Globo à être embauchée dans la rotation fixe du programme, avec Márcio Bonfim, de TV Globo Nordeste, et Aline Aguiar, de TV Globo Minas. Le 8 février 2020, il revient présenter Jornal Nacional, aux côtés de Heraldo Pereira. Jessica reviendrait sur le banc du journal le 27 juin, mais sa participation n'a pas eu lieu en raison de la pandémie de COVID-19, ce qui a amené Globo à suspendre la rotation.
Le 7 janvier 2020, Senra a reçu des répercussions dans la presse nationale et internationale après avoir critiqué en direct, à Bahia Meio Dia, la possibilité d'embaucher l'ancien gardien Bruno, condamné pour la mort d'Eliza Samúdio, par Fluminense de Feira,. Ce commentaire a amené le club à renoncer à embaucher le criminel le même jour. Après l'affaire, le directeur du journalisme de Globo, Ali Kamel, a confirmé que Jessica et les autres présentateurs de Globo et de ses filiales avaient le droit d'exprimer leurs opinions pendant les programmes d'information.
En juin 2021, Jessica quitte TV Bahia sur avis médical à la suite de l’apparition du syndrome de burn-out. Bien que son retour ait été initialement annoncé pour le 28 juin, elle est restée absente jusqu'au 16 août, date à laquelle elle est revenue à la présentation de Bahia Meio Dia. Un mois plus tard, le 2 septembre, elle a été impliquée dans une polémique avec le concurrent RecordTV Itapoan, après que la journaliste Camila Oliveira a été interrompue lors d'une interview avec le délégué Simone Moutinho par le journaliste Marcelo Castro, qui était en direct sur Balanço Geral BA et a envahi la chaîne TV Bahia en criant. À l'antenne, Jessica a déclaré : "nous avons besoin de respect pour pouvoir travailler".
Le 27 septembre 2023, Jessica Senra a fait ses débuts en tant que chroniqueuse pour le portail iBahia, qui fait partie de Rede Bahia. Le premier texte publié dans la chronique, intitulé O Olhar Dela, avait pour thème le syndrome de l'imposteur. Un jour plus tard, lors d'un événement, TV Bahia a annoncé que Jessica serait l'animatrice du talk-show Diz Aí, diffusé après Fantástico. Le programme dispose d'un auditorium et a été créé le 26 novembre.